# Sous-district d'Yongdingmenwai
Le sous-district d'Yongdingmenwai (chinois : 永定门外街道 ; pinyin : Yǒngdìngménwài jiēdào) est une subdivision du district de Dongcheng, dans le centre de Pékin, en Chine.
Yongdingmenwai partage avec Dongzhimen et Hepingli la particularité d'être les seuls sous-districts de Dongcheng situés entièrement à l'extérieur du deuxième périphérique de Pékin, qui enserre les quatorze autres subdivisions du district.

## Communautés résidentielles
Le sous-district de Yongdingmenwai est divisé en vingt communautés résidentielles (chinois : 社区 ; pinyin : shèqū).
| Nom             | Chinois      | Pinyin                | Population | Superficie (km²) |
| --------------- | ------------ | --------------------- | ---------- | ---------------- |
| Anlelin         | 安乐林社区   | Ānlèlín shèqū         |            |                  |
| Bairongjiayuan  | 百荣家园社区 | Bǎiróngjiāyuán shèqū  |            |                  |
| Baohuali        | 宝华里社区   | Bǎohuálǐ shèqū        |            |                  |
| Ding'anli       | 定安里社区   | Dìng'ānlǐ shèqū       |            |                  |
| Fulaiyin        | 富莱茵社区   | Fùláiyīn shèqū        |            |                  |
| Gexinli         | 革新里社区   | Géxīnlǐ shèqū         |            |                  |
| Gexinxili       | 革新西里社区 | Géxīnxīlǐ shèqū       |            |                  |
| Guancun         | 管村社区     | Guǎncūn shèqū         |            |                  |
| Jingtai         | 景泰社区     | Jǐngtài shèqū         |            |                  |
| Licun           | 李村社区     | Lǐcūn shèqū           |            |                  |
| Liulijing       | 琉璃井社区   | Liúlijǐng shèqū       |            |                  |
| Minzhubeijie    | 民主北街社区 | Mínzhǔběijiē shèqū    |            |                  |
| Pengzhuang      | 彭庄社区     | Péngzhuāng shèqū      |            |                  |
| Songlinli       | 松林里社区   | Sōnglínlǐ shèqū       |            |                  |
| Taoyanglu       | 桃杨路社区   | Táoyánglù shèqū       |            |                  |
| Taoyuan         | 桃园社区     | Táoyuán shèqū         |            |                  |
| Tiantianjiayuan | 天天家园社区 | Tiāntiānjiāyuán shèqū |            |                  |
| Yangjiayuan     | 杨家园社区   | Yángjiāyuán shèqū     |            |                  |
| Yongjianli      | 永建里社区   | Yǒngjiànlǐ shèqū      |            |                  |
| Yongtieyuan     | 永铁苑社区   | Yǒngtiěyuàn shèqū     |            |                  |
|                 |              | Total                 | 84 693     | 3,33             |